# Dolly Sisters (Film)
Dolly Sisters ist eine US-amerikanische Filmbiografie über zwei ungarischstämmige Entertainerinnen, die zu Beginn des 20. Jahrhunderts in den USA und in Europa an der Bühne Showkarriere machten. In den Titelrollen sind Betty Grable und June Haver zu sehen, die männliche Hauptrolle spielt John Payne. Regie führte Irving Cummings.

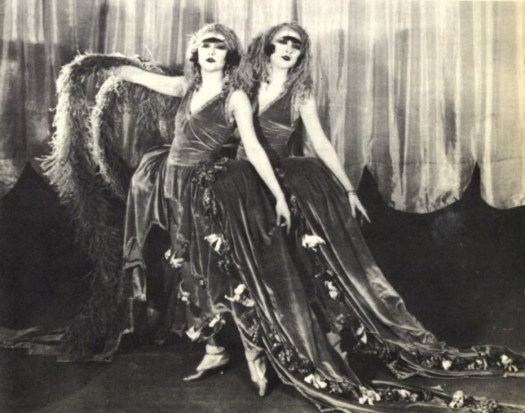
Die echten Dolly Sisters

## Handlung
Die Geschichte beginnt 1904 mit der Ankunft der beiden ungarischen Schwestern als Kinder in den USA. Begleitet werden Yansci und Rozsika Deutsch von ihrem teddybärhaften Onkel László, den sie liebevoll „Latsie“ nennen. Bald treten die Mädchen in Cafés als Tänzerinnen auf und nennen sich Jenny und Rosie. Da Onkel Latsies Schulden immer stärker wachsen, entscheiden sich die jungen Frauen 1912 dazu, ihre Showtänze professionell zu vermarkten und entschließen sich daher, sich der amerikanischen Spielart des Varietés, dem Vaudeville, anzuschließen. Bei einem ihrer Auftritte lernen sie das Nachwuchstalent Harry Fox kennen, in das sich Jenny rasch verliebt. Während die Mädchen mit ihren Auftritten bald beträchtliche Erfolge vorweisen können, tritt Harry beruflich auf der Stelle. Rosie traut Harry nicht über den Weg, doch Jenny will mit ihm zusammenbleiben. Als Harry der verliebten Jenny seine neueste Liedkomposition vorträgt, hört diese ein anwesender Theaterproduzent und gibt ihm die berufliche Chance, auf die Harry immer gewartet hatte. Jenny und Harry beschließen zu heiraten, doch kaum ist das Glück perfekt, bricht in Europa der Erste Weltkrieg aus, und Harry wird wenig später zu den Waffen gerufen.
Rosie überzeugt Jenny davon, nach Paris zu gehen und am dortigen Folies Bergère aufzutreten, was einen bedeutenden Imagegewinn und ebensolchen Karriereschub bedeuten könnte. Sie touren durch den Westen Europas und werden immer bekannter und beliebter. Schließlich, man schreibt das Jahr 1918, ist der Krieg endlich zu Ende. Harry möchte, dass seine Frau Jenny mit ihm in die Vereinigten Staaten zurückkehrt, doch Rosie sieht einzig hier in Europa für sich und ihre Schwester eine glanzvolle Showzukunft und bittet daher diese, bei ihr zu bleiben. Daraufhin deutet Harry an, dass er sich in einem solchen Fall von Jenny scheiden lassen wolle. Die Dolly Sisters setzen ihre Gastspielreisen durch Europa fort. Die labile Jenny beginnt, dem Glücksspiel anheimzufallen, und lernt mehrere wohlhabende Männer kennen, auf deren Avancen sie sich allzu gern einlässt. Derweil hat sich Rosie heimlich mit ihrem amerikanischen Freund Irving Netcher verlobt, der eine Ladenkette besitzt. Nun ist es Rosie, die in die USA heimkehren will, während Jenny sich sträubt. Sie nimmt stattdessen einen Heiratsantrag eines reichen Gönners an. Doch in Gedanken ist die junge verheiratete Frau noch immer bei Harry, von dem sie mittlerweile geschieden ist.
Während einer Autofahrt verliert sie die Kontrolle über das Fahrzeug und verursacht einen schweren Unfall. Harry, der sich gerade mit der Amerikanerin Leonora Baldwin verlobt hat, zeigt gegenüber seiner Ex tiefes Mitgefühl. Nach einigen Monaten der Rekonvaleszenz in einem französischen Krankenhaus kehrt Jenny nach New York zurück. Während einer Wohltätigkeitsveranstaltung kommt es zu einer Wiederzusammenführung der legendären Dolly Sisters. Harry, der dort ebenfalls auftritt, stellt den beiden Schwestern seine Leonora vor, die rasch erkennt, dass Harry noch immer Jenny liebt. Noch während Harry auftritt, verlässt sie deshalb das Theater. Jenny und Rosie gehen zu Harry auf die Bühne und beenden mit ihm gemeinsam seine Show- und Gesangsnummer.

## Produktionsnotizen
Dolly Sisters, laut einem Bericht von The Hollywood Reporter seit Mai 1943 in Planung, entstand zwischen dem 18. Januar und dem 20. April 1945 und wurde am 5. Oktober 1945 in Chicago uraufgeführt. Die deutsche Premiere fand am 19. Oktober 1951 statt. Ursprünglich war John M. Stahl für die Regie vorgesehen.
James V. Monaco (Musik) und Mack Gordon (Text) erhielten für ihr Lied "I Can’t Begin to Tell You" 1946 eine Oscar-Nominierung.
Lyle R. Wheeler und Leland Fuller zeichneten für die Filmbauten verantwortlich, Thomas Little und Walter M. Scott sorgten sich um die Ausstattung. Joseph C. Wright gestalteten diejenigen Filmbauten, die in den Musikshow-Aufführungen zu sehen waren. Orry-Kelly entwarf die umfangreichen Kostüme des frühen 20. Jahrhunderts. Ben Nye war Maskenbildner, Arthur von Kirbach war für den Ton zuständig. Die beiden Komponisten Alfred Newman und Charles E. Henderson übernahmen auch die musikalische Leitung. Für die Choreographie zeichnete Seymour Felix verantwortlich.

## Historischer Hintergrund, Wissenswertes
Die “Dolly Sisters” hat es tatsächlich gegeben, der Film erzählt hingegen eine weitgehend fiktive Lebensgeschichte. Bei den Dolly-Schwestern handelte sich um ungarische Zwillinge. Die eine hieß Yansci (US-Künstlername: Jenny) Deutsch, die andere Roszika (US-Künstlername: Rosie) Deutsch. Sie wurden am 24. Oktober 1892 in einem kleinen Ort nordöstlich von Budapest, direkt an der heutigen Grenze zur Slowakei, geboren. Im Jahre 1900 kamen die Zwillinge in die Vereinigten Staaten und machten sich, seit ihrem Einstand 1907 im US-Vaudeville-Betrieb, diesseits und jenseits des Atlantiks bald einen Namen als Showtänzerinnen. Rosies erster Ehemann war der Songwriter Jean Schwartz, nach der Scheidung 1921 heiratete sie 1927 den Millionär Mortimer Davis jr. In dritter Ehe heiratete Rosie 1932 den Kaufhausbesitzer Irving Netcher. Jenny war von 1914 bis 1920 in erster Ehe mit dem im Film eine zentrale Rolle spielenden Harry Fox verheiratet und ab 1935 in zweiter Ehe mit dem Anwalt Bernard Vinnisky.
Die Schwestern feierten ihre größten Erfolge in den aufwendigen Musikshows von Florenz Ziegfeld und traten auch in Theaterstücken New Yorks, Londons und Paris’ auf. Nach 20 Jahren, 1927, verabschiedeten sich Jenny und Rosie Dolly von der Bühne, sorgten aber auch weiterhin für Schlagzeilen (etwa durch Glücksspiel-Exzesse). Jenny adoptierte 1929 zwei ungarische Waisenkinder, Klari und Manzi, und wurde 1933 bei einem Autounfall schwer verletzt. Nach ihrer Genesung kehrte Jenny mit ihren Töchtern in die Vereinigten Staaten zurück und heiratete dort besagten Anwalt Vinnisky. Am 1. Juni 1941 nahm sie sich das Leben. Ihre Schwester Rosie starb am 1. Februar 1970 an einem Herzinfarkt. Rosie verkaufte die Filmrechte an beider Lebensgeschichte an die produzierende Twentieth Century Fox für 52.500 US-Dollar. Der Selbstmord Jennys durfte nicht thematisiert werden. Grundlagen für die Filmhandlung waren eine vierzehnseitige, von Rosie niedergeschriebene Biographie der Schwestern, sowie Sammelalben, Korrespondenzen, Zeitungsausschnitte und ähnliches.

## Kritiken
Bosley Crowther zeigte sich in der New York Times nach der New Yorker Premiere enttäuscht: “Die Geschichte der "Dolly Sisters"  … ist nicht die Geschichte, die wir vor langer Zeit gehört haben. Es ist nicht die extravagante Fabel jenes berühmten "Schwester-Auftritts", der sie einst zum Liebling zweier Kontinente und zum Stoff vieler tintenbekleckster Journalistenträume werden ließ. Stattdessen handelt es sich um einen müden und langgezogenen Abklatsch von so vielen alten Musical-Film-Plots, dass selbst die Beine Betty Grables und June Havers als angemessene Unterstützung scheitern.”
Der Movie & Video Guide nannte den Film einen „frechen Humbug“.
Im Lexikon des Internationalen Films heißt es: „Zündende Vaudeville-Nummern beleben den ansonsten belanglosen, aufwendigen Musikfilm.“
Halliwell‘s Film Guide merkte an, der Film sei „im Drehbuch-Bereich ordentlich, aber funkelnd bezüglich seiner ausgezeichneten Farbgebung und bereichernd dank des hervorragenden Produktionsstandards.“